# Eduardo Saverin
Eduardo Luiz Saverin (São Paulo, 13 maart 1982) is, samen met Mark Zuckerberg, Dustin Moskovitz en Chris Hughes, medeoprichter van de sociaalnetwerksite Facebook. Geschat wordt dat hij 2% van de aandelen in bezit heeft, met een waarde van $ 9,7 miljard (waarde op 27 september 2018). In januari 2024 werd zijn vermogen geschat op $21.7 miljard, waarmee hij de 87e plaats bezet op de lijst met rijkste personen op aarde.
Saverin is geboren in Brazilië, in een Joodse familie. Midden jaren negentig verhuisde het gezin naar Miami (Verenigde Staten). Nadat hij de highschool had gevolgd, ging Saverin studeren aan de Harvard Business School. In zijn laatste jaar richtte Saverin samen met Mark Zuckerberg Facebook op. In 2006 studeerde hij magna cum laude af aan Harvard. Saverin was in de begindagen CFO van Facebook. Hij verdiende tijdens zijn studie veel geld aan investeringen in de olie-industrie. Ook investeerde hij in het opzetten van Facebook. Toen het bedrijf naar Silicon Valley verhuisde bleef Savarin achter in New York, waar hij stage liep bij Lehman Brothers. In die tijd stapelden de conflicten met Zuckerberg zich op en verloor Saverin steeds meer aan invloed op de bedrijfsvoering. Investeerders als PayPal mede-oprichter Peter Thiel kregen steeds meer te zeggen over de financiën van het bedrijf. Op een gegeven moment werd Saverin ontslagen en werd hij zelfs niet meer genoemd als mede-oprichter.
Zijn vertrek bij Facebook is onderwerp geweest van een gerechtelijke procedure, die eindigde met een schikking. Saverin kreeg een ontslagvergoeding, waarvan de hoogte onbekend is. Tevens wordt hij weer genoemd als mede-oprichter.

## The Social Network
In de film The Social Network uit 2010, over het succes en de juridische problemen van Facebook, wordt Eduardo Saverin gespeeld door Andrew Garfield.